# Angles opposés par le sommet

Les angles α et γ sont opposés par le sommet, ainsi que les angles β et δ.

En géométrie, deux angles sont dits opposés par le sommet si :
- ils ont le même sommet ;
- ils sont formés par deux droites sécantes ;
- les côtés de l'un sont les prolongements des côtés de l'autre.

Deux angles opposés par le sommet ont toujours même mesure.